# Ричардсон, Сэмюэл
Сэмюэл Ри́чардсон (англ. Samuel Richardson; 19 августа 1689, Дербишир — 4 июля 1761, Парсонс-Грин) — английский писатель, родоначальник «чувствительной» литературы XVIII и начала XIX веков, основатель сентиментальной литературной школы в Европе. Известность ему принесли три эпистолярных романа: «Памела, или Вознаграждённая добродетель» (1740), «Кларисса, или История молодой леди» (1748) и «История сэра Чарльза Грандисона» (1753). Ричардсон был авторитетным типографом и издателем, выпустил в свет около 500 различных трудов, многочисленные газеты и журналы.
Ричардсону пришлось пережить смерть жены и пятерых сыновей и со временем снова жениться. Хотя вторая жена родила ему четырёх дочерей, которые дожили до зрелых лет, у него так и не появилось наследника, который мог бы продолжить его дело. Несмотря на то, что типографский магазин постепенно уходил в прошлое, его наследие стало неоспоримым, когда в возрасте 51 года он написал свой первый роман и немедленно стал одним из самых популярных и воспеваемых писателей того времени.
Он вращался в среде самых прогрессивных англичан XVIII века, включая Сэмюэла Джонсона и Сару Филдинг. Хотя он был знаком с большинством членов Лондонского литературного общества, он был соперником Генри Филдинга, и они начали литературную перепалку в своих произведениях.

## Биография
Ричардсон родился в 1689 году в деревушке Макворт английского графства Дербишир в семье Сэмюэла и Элизабет Ричардсон и был одним из девятерых детей. Информация о том, где конкретно был рождён Ричардсон, не совсем достоверна, так как сам писатель её постоянно скрывал. Старший Ричардсон, согласно описанию младшего, был «очень честным человеком, происходящим из семьи среднего класса из провинции Суррей, но в которой на протяжении многих поколений было огромное количество детей, а скромные владения были разделены на части, так что ему и его братьям пришлось заняться торговлей, а сестёр выдали замуж за купцов».
Его мать, по словам Ричардсона, «была также прекрасной женщиной, хотя и не аристократических кровей, чьи отец и мать погибли ещё, когда она была младенцем, с разницей в полчаса, во время чумы 1665 года в Лондоне»
То, чем занимался его отец, было сродни ремеслу столяра (вид плотничества, однако Ричардсон объяснял, что «тогда это было нечто иное, чем сейчас»). Описывая дело своего отца, Ричардсон утверждал, что «он был отличным чертёжником и разбирался в архитектуре», и приёмный сын Сэмюэла Ричардсона предложил младшему Ричардсону стать краснодеревщиком и экспортировать красное дерево пока он работает на улице Олдерсгейт. Возможности и должность его отца привлекли к нему внимание Джеймса Скотта, первого герцога Монмута. Но, по заявлению самого Ричардсона, это было в ущерб Ричардсону младшему, так как Восстание в Монмуте было подавлено и окончилось смертью Скотта в 1685 году. После смерти Скотта, Ричардсону старшему пришлось оставить своё дело и вернуться к скромной жизни в Дербшире.

### Ранний период жизни
Семья Ричардсона не была постоянно отрезана от Лондона, в конце концов, они все же вернулись, чтобы Ричардсон младший мог учиться в средней школе Christ’s Hospital. Уровень образования там был весьма сомнительным, и Ли Хант позднее писал:
«На самом деле не многие знают, что Ричардсон… получил то образование, которым он обладал (очень скудное и не выходящее за рамки простого английского) в школе Christ’s Hospital. Это действительно удивительно, учитывая, что эта же школа выпустила так много хороших учеников, образованных людей; но в его время и на протяжении последующих лет это учреждение было разделено на несколько отделений, которые никак не участвовали в жизни друг друга, и Ричардсон, согласно намерению своего отца вовлечь сына обратно в торговлю, ограничился отделением грамотности, где преподавалось только письмо и арифметика».
Однако это противоречит мнению племянника Ричардсона, который утверждал, что «не было более уважаемой семинарии, чем частная школа в Дербшире, куда мог бы быть отправлен Ричардсон».
Мало известно о ранней жизни Ричардсона, кроме того, чем он сам пожелал поделиться. Хотя его появление не сопровождалось какими-либо особенными событиями и происшествиями, он все же рассказывал об истоках своего писательского таланта; Ричардсон развлекал друзей своими историями и проводил молодость, неустанно сочиняя письма. Одно из них, написанное Ричардсоном почти в 11 , было адресовано женщине лет пятидесяти, которая постоянно критиковала окружающих и, продумав стиль и обращение к человеку её положения и возраста, написал ей письмо-предупреждение в связи с её деятельностью. Однако его почерк выдал его, и женщина пожаловалась на мальчика матери. В результате, как он объяснил, «моя мама отругала меня за такую вольность, допущенную в отношении женщины её лет, но также и похвалила мои принципы, одновременно продолжая укорять за такую наглость».
Когда его писательские способности получили общественное признание, он начал помогать окружающим писать письма. В частности, в возрасте 13 лет он часто помогал знакомым девушкам отвечать на любовные письма, которые они получали. Ричардсон заявлял: «Меня неминуемо ждало порицание и даже отказ, если какая-то обида была причинена или нанесена, в то время как тот самый порицающий открывает передо мной своё сердце, исполненное уважения и нежности». И хотя это посодействовало развитию его способностей, в 1753 году он попросил голландского министра Стинстра не делать поспешных выводов из его ранней деятельности: «Вы полагаете, Сэр, что моё секретарство у юных дам в округе отца, дало мне почву для создания образов моих трёх произведений. Но это дало мне несколько большее, скорее в таком нежном возрасте, чем вопросе, должен сказать, мои исследования со временем позволили мне изучить женское сердце»
Он продолжил объяснять, что он не до конца прочувствовал женскую сущность, пока не приступил к написанию «Клариссы», а эти письма были всего лишь скромным началом.

«Я припоминаю, что рано осознал что обладаю богатым воображением и изобретательностью. Меня не увлекали игры, как других мальчишек; мои школьные товарищи называли меня Серьёзным и Важным; а пятеро из них особенно стремились вытащить меня на прогулку, к ним домой или напрашивались ко мне, чтобы послушать мои истории. Некоторые были пересказами того, что я сам прочёл, другие из головы, чистый вымысел, которые они особенно любили, и даже находились от них под сильным впечатлением. Один из них, я помню, даже пытался заставить меня написать историю, как он называл её, наподобие „Томми Потса“, я уже не помню о чем она была, кроме того, что прекрасная юная леди предпочла слугу безнравственному, распутному лорду. Но все мои истории, смею заметить, заключали в себе глубокую мораль.— Сэмюэл Ричардсон о своём писательстве

### Ранняя карьера
Изначально Ричардсон-старший хотел, чтобы его сын стал священником, но он не мог себе позволить образование, которого Ричардсон-младший был достоин, поэтому он разрешил ему самому выбрать профессию. Сэмюэл остановился на печатном деле, так как надеялся „ утолить жажду чтения, которую впоследствии отрицал“. В возрасте семнадцати лет, в 1706 году, Ричардсон был отдан в ученичество к Джону Уаильду в качестве печатника на срок в семь лет. Типографский магазин Уаильда находился в здании Суда „Золотого Льва“ на улице Олдерсгейт, а сам Уаильд имел репутацию мастера, который наказывал за каждый час, проведённый не с пользой для него».

«Я старательно работал семь лет подряд на мастера, который наказывал за каждый час, проведённый не с пользой для него, даже за те часы отдыха, которые ему пришлось предоставить благодаря настойчивости моих товарищей, хотя для других мастеров предоставление такого времени своим ученикам было вполне естественным, привычным делом. Вместо отдыха я выкрадывал часы на чтение, чтобы развивать свои умственные способности, и начал переписку с господином, гораздо более образованным, чем я, и обладающим значительным капиталом, который пророчил мне светлое будущее; это были те самые возможности, ради которых я продолжал своё ученичество. Но вот что я должен заметить: свечи я должен был покупать за свой счёт, чтобы ни в коем случае не принести убыток хозяину, который называл меня опорой дома, и не расслаблять себя наблюдениями или пустым сиденьем, а исполнять свои обязанности».— Сэмюэл Ричардсон о времени проведённом у Джона Уаильда
Работая на Уаильда, он познакомился с весьма обеспеченным человеком, который заинтересовался литературным талантом Ричардсона, и они начали переписку. Когда несколькими годами позже он умер, Ричардсон потерял своего покровителя, из-за чего ему пришлось отложить намерение начать свою собственную писательскую карьеру. Он решил полностью посвятить себя ученичеству и дослужился до должности составителя и редактора прессы, выпускавшейся в типографском магазине. В 1713 году Ричардсон ушёл от Уаильда и стал «Инспектором и Редактором Типографии» Это означало, что Ричардсону удалось открыть личный типографский магазин. Однако не вполне ясно, где этот магазин находился; возможно, он стоял на улице Стэйнин Лэйн или управлялся совместно с Джоном Ликом на улице Джюин.
23 ноября 1721 года Ричардсон женился на Марте Уаильд, дочери своего бывшего работодателя, исключительно по финансовым соображениям, хотя Ричардсон и утверждал, что между ним и Мартой было пылкое чувство. Вскоре он перевёз её к себе в типографский магазин, который одновременно служил ему домом.
Дело Ричардсона особенно расцвело, когда он взял себе первых учеников: Томаса Говера, Джорджа Митчела и Джозефа Чричли. Позже к ним присоединятся Вильям Принц (2 мая 1727), Сэмюэл Джоли (5 сентября 1727), Бетел Вэлингтон (2 сентября 1729) и Халхед Гарланд (5 мая 1730). Первые крупные заказы появились у Ричардсона в июне 1723 года, когда он начал печатать двухнедельное издание «The True Briton» для герцога Уортона Филипа Уортона. Это был якобитский политический памфлет, яро критиковавший правительство, он был вскоре закрыт за «регулярную клевету». Однако имя Ричардсона на издании не упоминалось, и ему удалось избежать неблагоприятных последствий, хотя не исключено, что Ричардсон был причастен к их написанию. Единственным результатом этого происшествия стал Роберт Лавлейс, герой произведения «Кларисса», в котором Ричардсон отобразил вольнодумные черты Уортона, хотя последний был лишь одним из многих, с кого был написан этот образ. В 1724 году Ричардсон сдружился с Томасом Гентом, Генри Вудфалом и Артуром Онслоу, последний из которых чуть позднее стал спикером Палаты Общин.
За десять лет брака у Ричардсонов родилось пять сыновей и одна дочь, трое сыновей были названы в честь отца Сэмюэлом, но все они умерли буквально через несколько лет после рождения. Жена, Марта, умерла 25 января 1731 года, практически сразу после смерти их четвёртого ребёнка — сына Вильяма. Их младший сын Сэмюэл прожил год после кончины матери, но слёг от болезни и умер в 1732 году. После этого Ричардсон решил двигаться вперёд; он женился на Елизавете Лик, и они переехали в другой дом. Однако Елизавета и его дочь были не единственными, кто жил в нем, так как Ричардсон позволил своим ученикам поселиться с ними. Со второй женой у него было также шесть детей (5 девочек и мальчик). Четыре дочери: Мэри, Марта, Анна и Сара—достигли совершеннолетия и даже пережили отца. Сын, тоже Сэмюэл, родился в 1739 году и вскоре умер.
В 1733 году Ричардсону, с подачи Онслоу, предложили контракт с Палатой Общин на издание «Journals Of the House». Двадцать шесть томов быстро поправили дело Ричардсона. Позже в 1733 году он написал «Справочник Подмастерья», наказывая молодым людям следовать его примеру и быть старательными и самоотверженными. Работа была нацелена на «создание идеального помощника». Она была написана как ответ на «Эпидемические пороки нашего века», произведение, порицавшее всяческие развлечения, включая театры, таверны и азартные игры. Центральным персонажем становится подмастерье, который должен повлиять на общество, не потому что он более всех подвержен грехам, а потому что он более ответственен за моральный облик окружающих, чем другие. За это время Ричардсон нанял ещё пять ребят. К тридцатым годам восемнадцатого века его штат составлял 7 человек, так как первые три закончили ученичество к 1728 году, а ещё двое погибли вскоре после того, как пришли к Ричардсону. Утрата Верена, его племянника, разрушила последнюю надежду, что кто-либо унаследует его типографию.

## Романы
Наиболее прославленными романами Ричардсона были три эпистолярных романа: «Памела, или вознаграждённая добродель» („Pamela; or, Virtue Rewarded“, 1740), «Кларисса, или вознаграждённая добродетель» (Clarissa, or, the History of a Young Lady, 1748), «Чарльз Грандиссон» („The History of Sir Charles Grandison“, 1754).
Первый роман Ричардсона «Памела» вышел в 1740 году под пространным заглавием: «Памела, или Вознаграждённая добродетель, серия писем прекрасной девицы к родителям, в назидание юношам и девицам и т. д.» (продолжение 1741). «Памела» вызвала целую бурю подражаний и пародий, в том числе «Шамелу» Филдинга. «Кларисса, или История молодой леди» заключала в себе важнейшие вопросы частной жизни и показывающая, в особенности, бедствия, которые могут явиться следствием неправильного поведения как родителей, так и детей в отношении к браку („Clarissa; or, the History of a Young Lady: comprehending the most important concerns of private life; and particularly shewing the distresses that may attend the misconduct both of parents and children, in relation to marriage“, 1747—1748).
Романы Ричардсона не изобилуют действием. В восьми частях «Клариссы» описаны события одиннадцати месяцев; в «Грандисоне» действие постоянно прерывается, дабы автор имел возможность дать пространный анализ происходящего, он возвращается назад, ещё раз описывает события, комментирует их. По замечанию английского критика Сэмюэла Джонсона, «если читать романы Ричардсона, интересуясь фабулой, то можно повеситься от нетерпения. Но интерес этих романов не в фабуле, а в разборе чувств и в нравоучениях».
Три романа Ричардсона последовательно описывают жизнь низшего, среднего и высшего класса общества. Памела — героиня первого романа — служанка, которая стойко противостоит попыткам молодого хозяина соблазнить её, а позднее выходит за него замуж. Современники  упрекали Ричардсона за практичный характер добродетели его героини.
Лучший роман Ричардсона — «Кларисса, или История юной леди» не так растянут, как «Грандисон». Героиня, обесчещенная светским львом Робертом Ловеласом, умирает в страданиях. За добродетельную девушку, ставшую жертвой семейных амбиций, страстей и обмана, вступаются друзья Клариссы. Один из них выполняет последнюю волю усопшей, другой, полковник Морден, убивает обидчика на дуэли. Роман вызвал неоднозначную реакцию публики, многие читатели требовали переделки концовки и счастливой развязки. Ричардсон же считал, что это стало бы оправданием аморального поведения главного героя. Основная историческая ценность романа заключается в созданном Ричардсоном образцовом антигерое, типичном соблазнителе, чьё имя до сих пор остаётся нарицательным.
Как противовес Ловеласу, автор написан «Чарльза Грандисона». Читательницы упрекали Ричардсона в том, что, создавая идеальные женские типы, он оклеветал мужчин: в ответ на это он создал образ идеального джентльмена. Грандисон умён, красив, добродетелен, ему чужда мещанская мораль. Грандисон спасает юную провинциалку Харриет Байрон, которую похитил похожий на Ловеласа повеса сэр Харгрейв Полликсфен. Харриет влюбляется в своего спасителя, но Грандисон связан обещанием жениться на итальянской аристократке Клементине делла Порретта. В конце концов Клементина решает, что не хочет выходить замуж за протестанта, и Грандисон возвращается к Харриет.

## Влияние
Основная черта романов Ричардсона, сделавшая их популярными, а самого Ричардсона основателем новой школы романистов — «чувствительность». Его романами зачитывалась вся Западная Европа и Россия.
История Ловеласа и его жертв имела в Англии огромный успех и вызвала волну подражания в литературе, а также множество пародий, самые известные из которых «История Джозефа Эндруса и его друга Абраама Адамса» („The History of the Adventures of Joseph Andrews and His Friend Mr. Adams“, 1742) Генри Фильдинга) и «Грандисон Второй»("Grandison der Zweite, oder Geschichte des Herrn von N***", 1760—1762) немецкого писателя Иоганна Карла Августа Музеуса.
За пределами Англии сентиментальность Ричардсона также стала лозунгом широкого литературного течения. Подражателями Ричардсона являются Карло Гольдони в двух комедиях («Pamela Nubile» и «Pamela maritata»), Христов Мартин Виланд в трагедии «Clementine von Paretta», Франсуа де Нёфшато в комедии «Pamela ou la vertu recompensée» и другие. Влияние Ричардсона заметно и в «Новой Элоизе» Руссо, в «Монахине» Дидро, в сочинениях Ж. Ф. Мармонтеля и Бернардена де Сен-Пьера (о русских подражаниях Ричардсона см. Сентиментализм и Русская литература). Популярность Ричардсона продолжалась так долго, что ещё Альфред де Мюссе называл «Клариссу» «лучшим романом на свете».
Начина с 1780-х годов, до издания русских переводов, Ричардсон неоднократно упоминался в русской печати главным образом с указанием на нравственное значение его сочинений. В 1790-е издатель И. Я. Сытин выпустил в Петербурге многотомные романы Ричардсона. Слава романов распространялась по России, имена его героев становились нарицательными, появились положительные отклики в русской печати, а романы оказали непосредственное влияние на творчество некоторых русских романистов XVIII века.
Ричардсон может быть назван не только основателем современного романа в Англии, но и предшественником всей сентиментальной школы в Европе.

### Переводы
Ввиду растянутости романов изданы сокращённые издания «Клариссы» (1868) Далласом, «Грандисона» — профессором Сенсбюри (1895). Собрание сочинений Ричардсона издано в Лондоне в 1783 и 1811 годах.
На русский язык переведены:
- «Английские письма, или история кавалера Грандиссона» (Санкт-Петербург, 1793—1794)[1],
- «Достопамятная жизнь девицы Клариссы Гарлов» (Санкт-Петербург, 1791—1792)[4],
  - «Кларисса или история юной барышни» («Библиотека для чтения», 1848, ч. 87—89)[1] в пересказе А. В. Дружинина.
- «Памела, или вознаграждённая добродетель» (Санкт-Петербург, 1787; другой перевод 1796)[1],
- «Индейцы» (Москва, 1806).

## Экранизации
- 1991 — «Кларисса» (Clarissa) (сериал, 4 серии) Великобритания, ВВС.
- 2003—2005 — «Элиза» (Elisa di Rivombrosa) (сериал, 2 сезона), Италия.